# Astragalus heptapotamicus
Astragalus heptapotamicus är en ärtväxtart som beskrevs av Georgji Prokopievič Sumnevicz. Astragalus heptapotamicus ingår i släktet vedlar, och familjen ärtväxter. Inga underarter finns listade i Catalogue of Life.